# میرل اسمولدرس
میرل اسمولدرس (هلندی: Merel Smulders؛ زادهٔ ۲۳ ژانویهٔ ۱۹۹۸) دوچرخه‌سوار اهل هلند است.
وی در مسابقات کشوری و بین‌المللی در مجموع برندهٔ ۱ مدال برنز شده‌است.